# Saint-Vaast-en-Auge
Saint-Vaast-en-Auge är en kommun i departementet Calvados i regionen Normandie i norra Frankrike. Kommunen ligger i kantonen Dozulé som ligger i arrondissementet Lisieux. År 2022 hade Saint-Vaast-en-Auge 115 invånare.

## Befolkningsutveckling
Antalet invånare i kommunen Saint-Vaast-en-Auge
Referens:INSEE